# پترساوراخ
پترساوراخ (به آلمانی: Petersaurach) یک شهر در آلمان است که در آنسباخ واقع شده‌است. پترساوراخ ۵٬۰۵۸ نفر جمعیت دارد.